# Ruben Alte
Ruben Alte, född 28 februari 2000, är en norsk fotbollsmittfältare som för närvarande spelar för Kristiansund.
Alte växte upp i Namsos och spelade ungdoms- och från 2016 seniorfotboll för Namsos IL. Han flyttade till Steinkjer FK i mitten av 2018, men fick inte särskilt mycket speltid i 3. divisjon 2018. Han började istället 2019 i Namsos innan han flyttade till ungdomslaget i Ranheim IL mitt under säsongen. År 2020 sköts ligan upp till sommaren. Alte draftades sedan in i Ranheims A-lagstrupp.
Sommaren 2023 blev han en fast central mittfältare i 1. divisjon, och rykten om en övergång till högsta ligan uppstod. Ranheims större grannar Rosenborg BK visade intresse, och Kongsvinger IL fick till och med ett bud accepterat som spelaren avslog. Till slut skedde försäljningen i januari 2024 och Kristiansund BK var den klubb som lyckades få hans signatur.
Han debuterade i Eliteserien i april 2024 och startade i 30 av 30 ligamatcher i Eliteserien 2024.